# Schleswigsch
Schleswigsch (auch Schleswigisch, schleswigisches Niederdeutsch) bezeichnet die im ehemaligen Herzogtum Schleswig beziehungsweise heute vorwiegend im Landesteil Schleswig gesprochene Variante des Niederdeutschen.

## Unterdialekte
Wie auch die anderen Dialekte des Plattdeutschen teilt sich das Schleswigsche in viele Kleindialekte wie zum Beispiel das Angelner oder Angeliter Platt, das Schwansener Platt, das Husumer Platt und das Nordschleswiger Platt oder Nordschleswigsch (im Süden Dänemarks). In weiten Teilen Nordfrieslands wird eine vom Nordfriesischen beeinflusste Variante des Schleswigischen gesprochen. Das Eiderstedter Platt wird teilweise sogar als eigenständiger Dialekt des Plattdeutschen betrachtet.
Grob lässt sich das Schleswigsche in eine westliche und östliche Variante einteilen. Im westlichen Bereich lautet das Personalpronomen für die zweite Person Plural jüm, jem oder jim als Übernahme aus dem Nordfriesischen. Im östlichen Bereich lautet es wie im Holsteinischen ji, jü oder wie im Dänischen i.
Abgesehen vom Eiderstedter Platt ist die benachbarte Variante des Schleswigschen das Holsteinische in seinen Varianten.

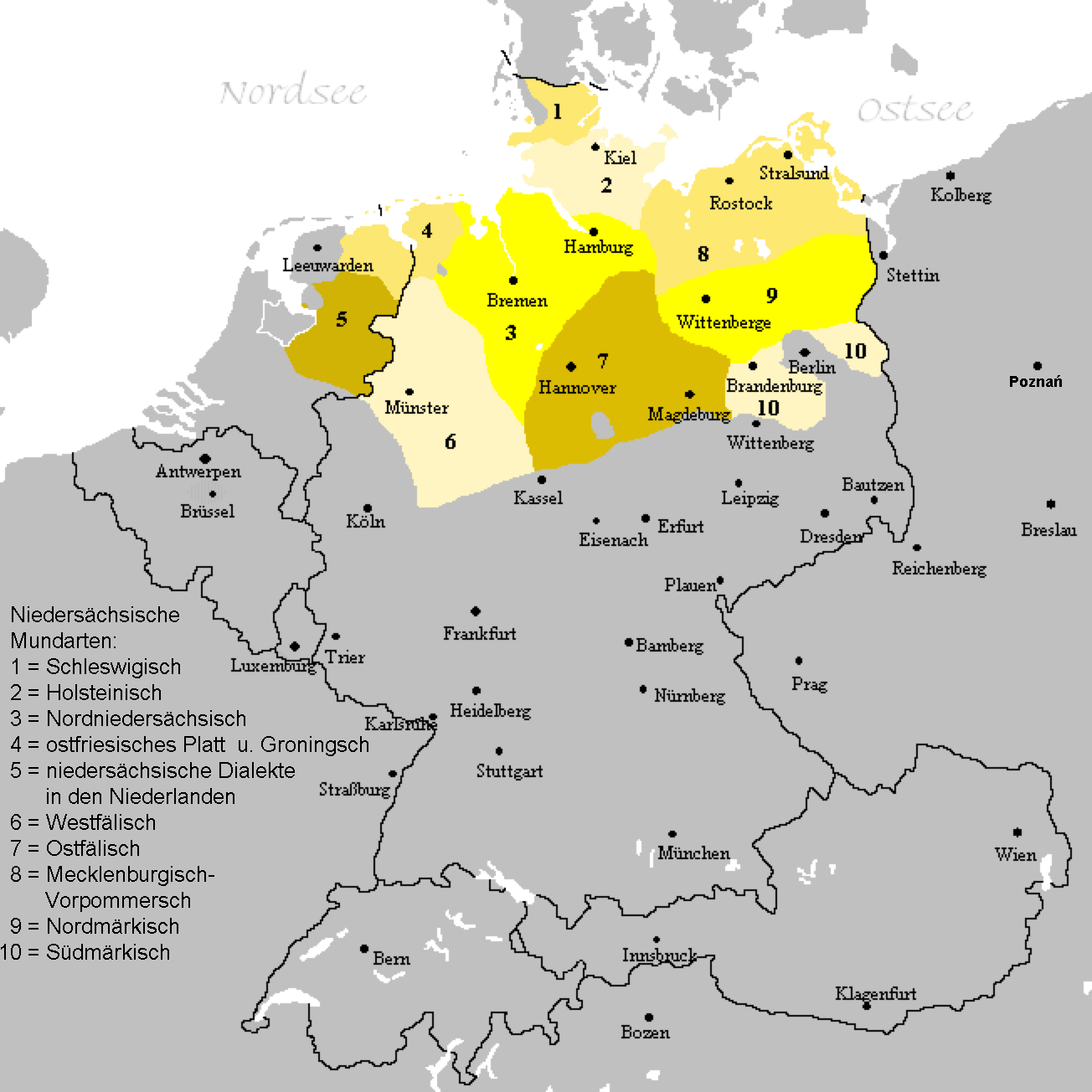
Niederdeutsche Dialekte in Deutschland seit 1945. Schleswigsch ist in mittelorange mit der Nummer 1 dargestellt. Die Ausdehnung des Schleswigschen entspricht aber nicht exakt der Kartendarstellung

## Sprachentwicklung in der Region
Beim Schleswigschen handelt es sich im Wesentlichen um einen niederdeutschen Dialekt auf ehemals dänischen und nordfriesischem Sprachgebiet und somit um eine Kolonialmundart. Auffallende Unterschiede zum Holsteinischen und anderen niederdeutschen Varianten sind entsprechend zahlreiche Wörter dänischer (Danismen) und nordfriesischer (Friesismen) Herkunft. Als eine solche Interferenzerscheinung kann auch das anlautende scharfe s gegenüber dem sonstigen stimmthaften s genannt werden. Auch kennt das Schleswigsche die besondere Pluralform bei gebeugten Verben auf -en wie in we loopen statt we loopt in Holstein. Diese -en/-t-Linie verläuft heute längs der Schlei bis nördlich Bargum in Nordfriesland mit einer südlich anschließenden Mischzone. Ende des 19. Jahrhunderts lag diese Linie noch weiter südlich und verlief zwischen Eckernförde und Friedrichstadt. In vielen der Unterdialekte wird das anlautende g als Reibelaut ch ausgesprochen.
Noch heute werden im Bereich des Schleswigschen mehreren Sprachen gesprochen. Hierzu gehören Hochdeutsch (zum Teil in der Variante des Nordschleswigdeutsch), Nordfriesisch und Dänisch (Standarddänisch und Variante Sydslesvigdansk; Sønderjysk). Hinzu kommt die hochdeutsch-niederdeutsche Mischsprache Missingsch und die im Flensburger Raum verbreitete deutsch-dänische Mischsprache Petuh.
Bis zur Linie Husum-Schwabstedt-Treene-Eckernförde wurde noch bis ins 19. Jh. der dänische Dialekt Sønderjysk in verschiedenen Varianten wie dem Fjoldemål und dem Angeldänischen gesprochen. Seit dem späten Mittelalter setzte jedoch durch Einflüsse aus dem deutschen Sprachraum ein schleichender Sprachwechsel zum Niedersächsischen ein. Besonders die schleswigschen Städte waren hiervon betroffen. In Teilen Nordfrieslands wird noch Nordfriesisch gesprochen.